# Ranč
Ranč (šp. rancho), velika stočarska farma specijalizirana za uzgoj i držanje stoke i konja. Svojstvena je za prostor Latinske Amerike, osobito Meksika, Brazila, Urugvaja i Argentine, odakle se taj oblik gospodarstva proširio na zapadne dijelove SAD-a i Kanade. Rančevi su također zastupljeni i u nekim drugim dijelovima svijeta, osobito u Australiji.

## Latinska Amerika
U Latinskoj Americi koristi se više imena kojima se označavaju rančevi. Čest je generički oblik rancho koji se koristi diljem Latinske Amerike, ali u uporabi su i nazivi estancia koji se koristi najčešće u Argentini i Urugvaju, fazenda u Brazilu te hacienda koja se koristi ponajviše u Ekvadoru i Kolumbiji, ali i u nekim drugim latinoameričkim državama.

## Sjeverna Amerika
Rančevi počinju nicati u Sjevernoj Americi, ponajprije u SAD-u, početkom 19. stoljeća. Poslije pretvaranja pašnjaka na istoku SAD-a u oranice, stočari su se zaputili u slabo naseljene zapadne krajeve. To je bilo doba naseljavanja Divljeg zapada koje se osobito rasplamsalo poslije donošenja američkog zakona o imanju 1862. godine. Tada su na  zapadu stali nicati brojni veliki rančevi s golemim krdima stoke i konja koje su čuvali kauboji, rančeri na konjima koji su usmjeravali stoku od kampa do kampa na neograđenim pašnjacima. Vrhunac djelovanja rančeva bilježi se 1880-ih, nakon čega su oštra zima 1886./1887. godine, ograđivanje farmi i imanja bodljikavom žicom, razvoj željeznice i druge okolonosti doveli do opadanja broja rančeva.
Krajem 20. stoljeća uzgoj stoke u SAD-u odvija se uglavnom po štalama i ograđenim pašnjacima, ali unatoč tome, postoji još nekoliko velikih rančeva koji su opstali i imaju novu ulogu u eri korporativne poljoprivrede.

## U popularnoj kulturi
- Četrnaesto proširenje za videoigru The Sims 4 pod nazivom Horse Ranch izdano je 2023. godine . U igru dodaje konje, ovce i koze. Također, uključuje novi svijet pod nazivom Chestnut Ridge koji je inspiriran zapadom SAD-a.

- Skinwalker Ranch – smješten je kraj naselja Ballard u američkoj saveznoj državi Utah. Poznat je po navodnim paranormalnim događajima koji se odvijaju na tom području, a koji su predmet brojnih znanstvenih i pseudoznanstvenih istraživanja od 1996. godine naovamo.

## Vanjske poveznice
|  | Zajednički poslužitelj ima još gradiva o temi Ranches |

- Ranč – Hrvatska enciklopedija